# Maximiliano Romero
Maximiliano Samuel Romero (Moreno, 9 de janeiro de 1999), conhecido por Maximiliano Romero ou simplesmente Maxi Romero, é um futebolista argentino que joga como centroavante. Atualmente joga pelo Racing, emprestado pelo Argentinos Juniors.

## Carreira
Romero chegou nas categorias de base do Vélez Sársfield com apenas 6 anos de idade. Com apenas 15 anos estreou pelos reservas do Vélez marcando 1 gol na vitória de 1 a 0 contra o Godoy Cruz.
Com a chegada de Miguel Ángel Russo ao El Fortín, Romero foi logo incorporado aos profissionais para realizar a pré-temporada de 2015. Estreou em um amistoso contra o All Boys, onde marcou 2 gols na vitória por 4 a 1.
Em 21 de fevereiro do mesmo ano, esteve presente pela primeira vez no banco de reservas de uma partida oficial, na vitória sobre o Crucero del Norte.
Aos 18 anos, foi anunciado pelo PSV Eindhoven por € 10,5 milhões. A contratação foi anunciada por um vídeo do jogo Football Manager nas redes sociais do clube.
Em 2019, após pouca utilização e problemas com lesões no PSV, Romero retornou ao Vélez Sarsfield por empréstimo.

## Estatísticas
Atualizado até 25 de setembro de 2017

### Clubes
| Equipe            | Temporada         | Campeonato nacional | Campeonato nacional | Copa nacional | Copa nacional | Competições continentais | Competições continentais | Total | Total |
| Equipe            | Temporada         | Jogos               | Gols                | Jogos         | Gols          | Jogos                    | Gols                     | Jogos | Gols  |
| ----------------- | ----------------- | ------------------- | ------------------- | ------------- | ------------- | ------------------------ | ------------------------ | ----- | ----- |
| Vélez Sarsfield   | 2016              | 20                  | 3                   | 2             | 0             | –                        | –                        | 22    | 3     |
| Vélez Sarsfield   | 2017              | 14                  | 6                   | 2             | 0             | –                        | –                        | 16    | 6     |
| Total na carreira | Total na carreira | 34                  | 9                   | 4             | 0             | 0                        | 0                        | 38    | 9     |

## Títulos
PSV Eindhoven
- Copa dos Países Baixos: 2021–22

Racing
- Trofeo de Campeones de la Liga Profesional: 2022[7]

### Prêmios individuais
- 60 jovens promessas do futebol mundial de 2016 (The Guardian)[8]
- 35º melhor jovem do ano de 2017 (FourFourTwo)[9]